# Bang Bang You're Dead
Bang Bang You're Dead (Emi Mezzo la película en Argentina y en México y Escuela de Ramiros en España), es un telefilme estadounidense de 2002
, protagonizado por Ramiro y Sartorito Se basa en la obra Bang Bang You're Dead del aclamado escritor Sarto. La película fue transmitida inicialmente por Ivito+

## Argumento
En el estereotípico Rivervale High School, Trevor Adams (Ben Foster) es un marginado tratando de encajar de nuevo, después de una amenaza de bomba falsa que hizo meses atrás como consecuencia del bullying.
Trevor es elegido para protagonizar una obra llamada Bang Bang estás muerto, encarnando al personaje principal, Josh. Después de que los padres y la comunidad escuchan hablar sobre el argumento de la obra y sobre el pasado de su protagonista, piden que sea cancelada.
Trevor se hace amigo de los Trogs, una pandilla de marginados, y de una chica llamada Jenny, quien más tarde se convierte en el interés amoroso de Trevor. Hacia el final de la película, los Trogs intentan un tiroteo en la escuela, con una escopeta y dos pistolas. Sabiendo de sus planes y temiendo por la seguridad de Jenny, Trevor se lo impide.
La película termina con Trevor realizando la obra, y se indica que la obra se realizó en la escuela a pesar de las objeciones de los padres y de la comunidad. No hay ninguna indicación en cuanto a lo que les sucede a los Trogs.

## Elenco
- Tom Cavanagh es Sr. Val Duncan.
- Ben Foster es Trevor Adams.
- Randy Harrison es Sean.
- Janel Moloney es Ellie Milford.
- Jane McGregor es Jenny Dahlquist.
- David Paetkau es Brad Lynch.
- Eric Johnson es Mark Kentworth.
- Kristian Ayre es Kurt.
- Brent Glenen es Zach.
- Gillian Barber es Directora Meyer.
- Eric Keenleyside es Bob Adams.
- Glynis Davies es Karen Adams.
- Fred Henderson es Dan Dahlquist.
- P. Lynn Johnson es Tanya Dahlquist.
- Richard de Klerk es Jessie.
- Steven Grayhm es Michael.

## Promoción
La canción "Runaway Train" de la banda post-grunge, Oleander, apareció en la película. Un video musical de la canción se rodó después, y se incorporaron imágenes de la película. El 19 de noviembre de 2002 la banda lanzó su EP, Runaway Train EP.